# 馬麗
马丽（1982年6月28日—），满族，中国大陆女演員，开心麻花旗下演员，早期活跃于话剧舞台，凭电影《夏洛特烦恼》为观众熟识，其中，与沈腾搭档的“沈马组合”深入人心。

## 生平
马丽1982年6月28日出生于辽宁省丹东市宽甸满族自治县，自幼父母离异，1996年，在继父支持下进入辽宁文化艺术学校学习表演。1999年，就读于辽宁文化艺术职工大学表演系。2001年，被中央戏剧学院表演系录取。2004年，进入北京大学戏剧研究所林兆华戏剧研修班。
2005年，沈腾观看马丽出演的话剧《满城全是金字塔》时相中了马丽的表演天赋，邀请其加入“开心麻花”团队，马丽欣然接受，其先后参演过百部话剧、舞台剧，有“话剧千场女王”之称。
2010年，马丽在湖南卫视元宵喜乐会上与知名主持人何炅合作小品《超幸福鞋垫》，以喜剧形象受到广大网民追捧，两人其后连续演出续作《超幸福大作战》、《超幸福的幸福》。
2013年，马丽首次与搭档沈腾参加央视春晚，表演小品《今天的幸福2》，此后连续三年登上央视春晚舞台。2015年，与沈腾搭档参与东方卫视《欢乐喜剧人》，获得第一季总冠军，与沈腾合演的喜剧电影《夏洛特烦恼》成为“票房黑马”，凭借“马冬梅”一角的出色演绎，进入中国当红喜剧女演员行列。2017年，主演电影《羞羞的铁拳》票房突破20亿，成为中国电影行业首位“双10亿女主角”。2018年，公开与“开心麻花”同事许文赫的婚讯。2022年2月，成为中国影史首位百亿票房女演员，至2024年2月共收获票房181亿元人民币，成为中国影史票房最高女演员。

## 影视作品

### 电影
| 上映年份 | 电影名                 | 角色               |
| 2010年   | 《决战刹马镇》         | 面饼老婆           |
| 2010年   | 《爱情维修站》         | 橙橙               |
| 2015年   | 《夏洛特烦恼》         | 马冬梅             |
| 2015年   | 《一念天堂》           | 马晓丽             |
| 2016年   | 《情况不妙》           | 婷婷               |
| 2017年   | 《东北往事之破马张飞》 | 庄骄傲             |
| 2017年   | 《仙球大战》           | 谷一哥             |
| 2017年   | 《喵星人》             | 周麗珠             |
| 2017年   | 《羞羞的铁拳》         | 马小               |
| 2018年   | 《来电狂响》           | 韩笑               |
| 2019年   | 《龙牌之谜》           | 女巫               |
| 2020年   | 《我和我的家乡》       | 秋霞               |
| 2020年   | 《温暖的抱抱》         | 丽姐               |
| 2021年   | 《发财日记》(網絡電影) | 马露               |
| 2021年   | 《阳光劫匪》           | 阳光               |
| 2021年   | 《測謊人》             | 马小凡             |
| 2021年   | 《我和我的父辈》       | 馬黛玉             |
| 2022年   | 《李茂扮太子》         | 楊家珍             |
| 2022年   | 《东北虎》             | 美玲               |
| 2022年   | 《这个杀手不太冷静》   | 米蘭               |
| 2022年   | 《独行月球》           | 馬藍星             |
| 2022年   | 《哥，你好》           | 陆春丽             |
| 2023年   | 《保你平安》           | 冯总               |
| 2023年   | 《人生路不熟》         | 霍梅梅             |
| 2023年   | 《请别相信她》         | 白佳               |
| 2023年   | 《超能一家人》         | 女老艺术家         |
| 2024年   | 《第二十条》           | 李茂娟             |
| 2024年   | 《热辣滚烫》           | 马春丽             |
| 2024年   | 《抓娃娃》             | 春兰               |
| 2024年   | 《一雪前耻》           | 金雁               |
| 2025年   | 《水饺皇后》           | 臧健和             |
| 2025年   | 《你行！你上！》       | 周秀兰             |
| 2025年   | 《熊猫计划2》          |                    |
| 2027年   | 《流浪地球3》          |                    |
| 待上映   | 《好好的》             | 白丽萍(兼任"监制") |
| 待上映   | 《八秒半英雄》         |                    |
| 待上映   | 《哈喽，马大玲》       |                    |

### 电视剧
| 首播年份 | 剧名                   | 角色     | 备注   |
| 2005年   | 《临界二十天》         | 春子     |        |
| 2011年   | 《单亲妈妈的苦涩浪漫》 | 米宝湘   |        |
| 2012年   | 《AA制生活》           | 梁碧华   |        |
| 2012年   | 《剩男相亲记》         | 陶燕     |        |
| 2013年   | 《老米家的婚事》       | 跳楼女   |        |
| 2013年   | 《屌丝男士》第二季     | 大鹏老婆 | 网络剧 |
| 2013年   | 《工人大院》           | 罗玉章   |        |
| 2013年   | 《杨光的夏天》         | 响红     |        |
| 2014年   | 《男媒婆》             | 莎莎     |        |
| 2014年   | 《人见人爱》           | 钱总     | 网络剧 |
| 2015年   | 《伙伴夫妻》           | 韩凌     |        |
| 2015年   | 《屌丝男士》第四季     | 大鹏老婆 | 网络剧 |
| 2016年   | 《大年初一立春》       | 李芒     |        |
| 2016年   | 《战金岭》             | 花七姐   |        |
| 2018年   | 《生活对我下手了》     |          | 网络剧 |
| 2019年   | 《逆流而上的你》       | 刘艾     | 女主角 |
| 2022年   | 《超越》               | 吳慶紅   |        |

### 话剧、舞台剧
馬麗至今參與超過一千場話劇，下列表格只是部分作品。

| 首演年份 | 剧名                        | 角色     | 职务 |
| 2007年   | 《开心麻花2007 疯狂的石头》 | 客串     |      |
| 2008年   | 《谁都不许笑》              | 苏菲     |      |
| 2008年   | 《阿翔》                    | 阿丽     |      |
| 2009年   | 《甜咸配》                  | 老鸨子   |      |
| 2010年   | 《江湖学院》                | 庄纯     |      |
| 2010年   | 《索马里海盗》              | 嘿咻     |      |
| 2010年   | 《乌龙山伯爵》              | 马丽莲   | 主演 |
| 2012年   | 《旋转卡门》                | 马丽芬   |      |
| 2013年   | 《夏洛特煩惱》              | 马冬梅   | 主演 |
| 2014年   | 《小丑爱美丽》              | 苏菲皇后 |      |
| 2015年   | 《羞羞的铁拳》              | 马小     | 主演 |
| 2016年   | 明星版《乌龙山伯爵》        | 马丽莲   | 主演 |

## 獲獎
| 年份   | 頒獎典禮            | 獎項       |
| ------ | ------------------- | ---------- |
| 2024年 | 2024 爱奇艺尖叫之夜 | 年度女主角 |